# Leptogenys peninsularis
Leptogenys peninsularis is een mierensoort uit de onderfamilie van de Ponerinae. De wetenschappelijke naam van de soort is voor het eerst geldig gepubliceerd in 1926 door Mann.